# Sullivan, Wisconsin
Sullivan är en ort i Jefferson County i delstaten Wisconsin, USA.